# William Batchelder Bradbury

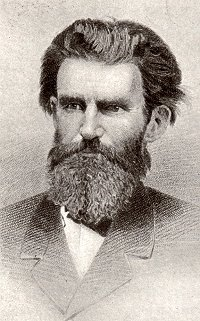
William B. Bradbury

William Batchelder Bradbury (* 6. Oktober 1816 in York, Maine; † 7. Januar 1868 in Montclair, New Jersey) war ein US-amerikanischer Komponist.

## Leben
Bradbury war in seiner Jugend Schüler von Lowell Mason und absolvierte in Boston eine Ausbildung als Pianist und Organist. Er lebte seit 1834 in Maine und wirkte ab 1841 als Kirchenorganist an der First Baptist Church und Chorleiter in New York City. Von 1847 bis 1849 hielt er sich in England und Deutschland auf, wo er seine musikalische Ausbildung vervollkommnete. In der Nachfolge seines Lehrers Lowell Mason widmete er sich besonders der musikalischen Ausbildung der Kinder. Er organisierte in New York jährliche Musikfestivals, an denen jeweils über eintausend Kinder teilnahmen.
Bradbury komponierte die beiden Sonntagsschulkantaten Daniel und Esther, die sich bis zum Ende des 19. Jahrhunderts großer Beliebtheit erfreuten. Außerdem schrieb er zahlreiche Kirchenlieder und gab etwa sechzig Sammlungen von Liedern und Chören heraus. Besonders populär wurde The Jubilee von 1858.